# Институт друштвених наука
Институт друштвених наука у Београду је водећа и једна од најстаријих научних установа у области друштвених наука у региону. Основан је 1957. године одлуком Јосипа Броза. Налази се у улици Краљице Наталије 45 у Београду. У готово свакој независној процени научног капацитета Србије, Институт се убраја у прве три научне институције у земљи, а ужива и високи углед у истим проценама на нивоу региона.

## Структура Института
Институт друштвених наука се састоји од пет истраживачких центара, као и два одељења:
- Центар за правна истраживања,
- Центар за демографска истраживања,
- Центар за економска истраживања,
- Одељење за филозофију,
- Одељење за антрополошка истраживања,
- Центар за социолошка и антрополошка истраживања и
- Центар за политиколошка истраживања и јавно мњење.

Институтом руководи директор, а центрима управници.
Научни кадар Института у 2017. години чине 39 доктора наука и 5 младих истраживача — докторанада, од којих неки спроводе своја докторска истраживања при водећим европским универзитетима.

## Активности Института
Сваки од истраживачких центара спроводи најмање један пројекат у основним истраживањима, уз тржишне пројекте и учешће истраживача на пројектима других националних и међународних институција.
Институт се у последњим деценијама истакао кроз пионирско и напредно третирање новијих и важних тема у друштвеним наукама, а нарочито у областима медицинског и здравственог права, демографских анализа и студија, антидискриминације и људских права, те социологији, економији и политичким наукама.
Институт друштвених наука под својим окриљем приређује и издаје два научна часописа — Становништво (најстарији часопис у области демографије на Балкану) и Социолошки преглед, као и годишње тематске зборнике из области свог деловања. Истраживачи Института су активни у ауторству монографских издања.